# Бостонский симфонический оркестр
Бостонский симфонический оркестр (англ. Boston Symphony Orchestra) — один из ведущих оркестров США в области академической музыки. Базируется в Бостоне. Основан в 1881 году на средства мецената Генри Ли Хиггинсона. По сложившейся в американской музыкальной критике традиции относится к первой пятёрке симфонических оркестров США (так называемой «Большой пятёрке»).
Особенностью Бостонского оркестра является его своеобразная двойная структура: наряду с основным оркестром существует (с 1885 года) исполняющий более лёгкий репертуар Бостонский оркестр популярной музыки, состоящий по большей части из тех же музыкантов (за вычетом наиболее значительных и высокооплачиваемых «первых пультов»), а на ранней стадии (до 1930 года) ещё и руководимый тем же главным дирижёром, — эта двойственность связана с желанием основателя оркестра Хиггинсона пропагандировать лёгкую оркестровую музыку. Такая структура была позднее заимствована у Бостонского оркестра некоторыми другими американскими оркестрами.
Расцвет Бостонского симфонического оркестра связан, прежде всего, с 25-летней работой под руководством Сергея Кусевицкого. Кусевицкий повысил популярность оркестра за счёт многочисленных концертов по радио, много работал над обогащением репертуара, в том числе путём заказа музыки выдающимся композиторам-современникам: так, по заказу Бостонского оркестра к его 50-летнему юбилею, были написаны «Симфония псалмов» Игоря Стравинского и 4-я симфония Сергея Прокофьева на материале балета «Блудный сын». Эта традиция сохранилась и в дальнейшем: в ознаменование круглых дат в истории оркестра и по другим поводам специально для него писали Анри Дютийё, Анджей Пануфник, Эллиот Картер, Джон Корильяно и др. Кусевицкий также учредил в 1936 году ежегодные летние концерты Бостонского симфонического оркестра в городке Ленокс, штат Массачусетс, переросшие затем в Тэнглвудский музыкальный фестиваль и открытый в 1940 году Тэнглвудский музыкальный центр — одну из важнейших летних музыкальных школ США.

## Музыкальные руководители оркестра
| 1881—1884 | Джордж Хеншель    |
| 1884—1889 | Вильгельм Герике  |
| 1889—1893 | Артур Никиш       |
| 1893—1898 | Эмиль Паур        |
| 1898—1906 | Вильгельм Герике  |
| 1906—1908 | Карл Мук          |
| 1908—1912 | Макс Фидлер       |
| 1912—1918 | Карл Мук          |
| 1918—1919 | Анри Рабо         |
| 1919—1924 | Пьер Монтё        |
| 1924—1949 | Сергей Кусевицкий |
| 1949—1962 | Шарль Мюнш        |
| 1962—1969 | Эрих Лайнсдорф    |
| 1969—1972 | Уильям Стайнберг  |
| 1973—2002 | Сэйдзи Одзава     |
| 2004—2011 | Джеймс Ливайн     |
| 2014—     | Андрис Нелсонс    |